# Sede de la Biblioteca Pública de Nueva York
La Sede Principal de la Biblioteca Pública de Nueva York (en inglés: New York Public Library Main Branch) es la sucursal principal de la Biblioteca Pública de Nueva York, Nueva York. Diseñada por la firma de arquitectos Carrère y Hastings,  se encuentra inscrita como un Hito Histórico Nacional en el Registro Nacional de Lugares Históricos desde el 15 de octubre de 1966. 

## Ubicación
La Sede de la Biblioteca Pública de Nueva York se encuentra dentro del condado de Nueva York en las coordenadas 40°45′12″N 73°58′56″O / 40.753333, -73.982222.
Dos leones de piedra (a partir del mármol de Tennessee) se sitúan a ambos lados de la escalera de la entrada. La famosa pareja se guarda la entrada esculpida por Edward Clark Potter. Sus nombres originales, "Leo Astor" y "Leo Lenox" (en honor a los fundadores de la biblioteca) se transformaron en Lord Astor y Lady Lenox (aunque ambos leones son hombres), y en la década de 1930 que recibieron el sobrenombre de la "paciencia" y "Fortaleza "por el alcalde Fiorello Laguardia, que eligió los nombres porque sentía que los ciudadanos de Nueva York tendrían que poseer estas cualidades a verse a sí mismos a través de la Gran Depresión. La paciencia es en el lado sur (a la izquierda como uno se enfrenta a la entrada principal) y Fortaleza en el norte. [4]